# Calverton (Nottinghamshire)
Calverton (/ˈkælvərtən/) és un poble i parròquia civil del comtat de Nottinghamshire, d'uns 3,300 acres (1,300 ha), al districte de Gedling, a unes 7 milles al nord-est de Nottingham i 10 milles al sud-est de Mansfield, Anglaterra, això és a la part sud-est d'Anglaterra, a 180 km al nord de la capital Londres. Està a prop de Woodborough i Lambley, en un dels petits afluents del Dover Beck. En el cens de 2011 tenia 7.076 habitants en 2.987 llars. A unes dues milles al nord del poble hi ha el lloc del suposat assentament desert de Salterford.
La parròquia limita al sud-est amb Woodborough, al sud-oest amb Arnold, Papplewick i Ravenshead, al nord amb Blidworth i al nord-est amb Oxton i Epperstone.

## Toponímia
El lloc apareix com a Calvretone a l'informe de Domesday de 1086 i com a Kalvirton al Rotuli Hundredorum de 1275. Els estudiosos creuen que el nom significa "la granja dels vedells", de l'anglès antic vedell (genitiu plural "calfra" + tūn). És intrigant que un poble forestal, amb una presumpta escassetat de terres de pastura, porti el nom de les cries del bestiar domèstic; potser va ser la presència atípica d'una granja de vedells, en el paisatge boscós, el que va assegurar el seu nom. Calverton és un dels nombrosos assentaments de la zona (amb Oxton, Bulcote i Lambley), que contenen elements de topònims d'animals; això ha portat inevitablement a especular que hi havia alguna connexió funcional antiga no descoberta entre els llocs.
Salterford (qv) va ser Saltreford l'any 1086 i probablement significa "gual dels saladors", on salter es refereix a un comerciant o transportista de sal, en lloc d'un fabricant de la mercaderia. Tot i que el lloc estava situat al bosc, la carretera cap a York, o King's Highway (el precursor de l'A614) passava a prop, que podria haver estat freqüentat pels transportistes de sal. Una explicació alternativa que es deriva d'un gual a prop d'un salt de cérvol, (llatí saltatorium) al límit del coto reial de caça del bosc de Sherwood, i que no tenia res a veure amb la sal és, potser, menys probable. Alguns parcs de cérvols es van establir a l'època anglosaxona, però aquest seria un ús molt primerenc de la paraula salter.

## Clima
A la zona predomina el clima costaner. temperatura mitjana anual a la zona és 8 °C. El mes més càlid és juliol, quan la temperatura mitjana és 16 °C, i el més fred és gener, amb 0 °C. 